# داشبند (أختاتشي الشرقي)
داشبند (بالفارسية: داشبند) هي قرية تقع في إيران في أذربيجان الغربية. يقدر عدد سكانها بـ 1,801 نسمة .